# Edgar Bright Wilson
Edgar Bright Wilson, Jr. (Gallatin, 18 de dezembro de 1908 — Cambridge, Massachusetts, 12 de junho de 1992) foi um químico estadunidense.